# Slag bij Tigranocerta
De Slag bij Tigranocerta (Armeens: Տիգրանակերտի ճակատամարտն, Tigranakerti Tjakatamartn) werd uitgevochten op 6 oktober 69 v.Chr. tussen de Romeinse Republiek en het Koninkrijk Armenië. Het Romeinse leger stond onder het commando van Lucius Licinius Lucullus en het leger van de Armenen stond onder leiding van koning Tigranes II. Zijn hoofdstad Tigranocerta ging verloren aan de Romeinen na de slag.

## Aanloop
Tigranes II was getrouwd met Cleopatra, een dochter van koning Mithridates VI van Pontus. Door dit huwelijk steunde de Armeense koning zijn collega van Pontus in zijn oorlog tegen de Romeinen in Klein-Azië.
Gedurende zijn regering was het Armeense koninkrijk gegroeid tot een sterke natie in het Nabije Oosten. Op zijn hoogtepunt bereikte de macht van Tigranes van de Kaspische Zee uit tot aan de Middellandse Zee. In Syrië begon hij met de bouw van een nieuwe hoofdstad: Tigranocerta. De stad werd al snel een bruisende stad met een grote Helleense cultuur.
Lucullus stuurde een gezant naar Tigranes in Antiochië en vroeg aan hem om Mithridates VI af te vallen. Tigranes wees het aanbod af en verklaarde daarmee de oorlog aan de Romeinen. Zodra Lucullus dit nieuws vernam begon hij zijn legers te verzamelen om op te trekken naar Armenië. Zijn eerste doelwit was de stad Tigranocerta.

## Het beleg van Tigranocerta en de slag
Met grote snelheid marcheerde het leger van Lucullus naar Tigranocerta en sloeg het beleg op voor de sterk versterkte stad. Hij kwam in de late zomer van 69 aan. Opdat moment was Tigranes net bezig met een opstand aan het neerslaan, zodra hij het nieuws vernam begon hij zijn leger te verzamelen en op te trekken richting zijn hoofdstad om die te ontzetten.
Ten zuidwesten van de stad ontmoetten de twee legers elkaar aan de oevers van een rivier. Het Armeense leger had zich verdeeld in drie secties. Lucullus zag al snel in dat de katafrakten van de Armenen zijn grootste gevaar vormde. Hij gaf zijn eigen Thracische en Gallische ruiterij de opdracht gegeven om de katafrakten bezig te houden. Door deze afleidingsmanoeuvre kon Lucullus de voorden van de rivier oversteken. Uiteindelijk wist hij met zijn leger de katafrakten in de rug aan te vallen en ze uit te schakelen.
Met het uitschakelen van de cavalerie was de sterkte van het Armeense leger gebroken. De infanterie van het leger werd door de Romeinen zo onder de voet gelopen. Hierdoor was Tigranes genoodzaakt om van het slagveld te vluchten.

## Nasleep
Na het verslaan van het leger lag de weg open naar de stad. Het Romeinse leger begon de stad grootschalig te plunderen. Lucullus was in staat om zijn handen te leggen op de koninklijke schatkist, waar naar schatting 8.000 talenten in zaten. Elke soldaat ontving 800 Drachme.
Het verlies had grote gevolgen voor de imperialistische plannen van Tigranes. Zijn gebied lag uiteen en Tigranes zelf was gevlucht naar de stad Artaxata. Lucullus zette de achtervolging in op op Tigranes en bij Artaxata kwam het tot een treffen.